# Die Ufer der Oise in der Nähe von Pontoise
Die Ufer der Oise in der Nähe von Pontoise (französisch: La Route d’Auvers au bord de l’Oise, Pontoise) ist ein Ölgemälde auf Leinwand von dem französischen Maler Camille Pissarro aus dem Jahre 1873 im Besitz des Indianapolis Museum of Art. Das Bild zeigt die Oise in der Nähe der Marktstadt Pontoise.

## Historische Informationen
Als politisch engagierter Künstler floh Pissarro während des Deutsch-Französischen Krieges nach London. Er ließ sich 1872 in Pontoise nieder, nachdem er wieder zurückkehren konnte.